# Kitzlochklamm
Koordinaten: 47° 17′ 10″ N, 12° 58′ 27″ O

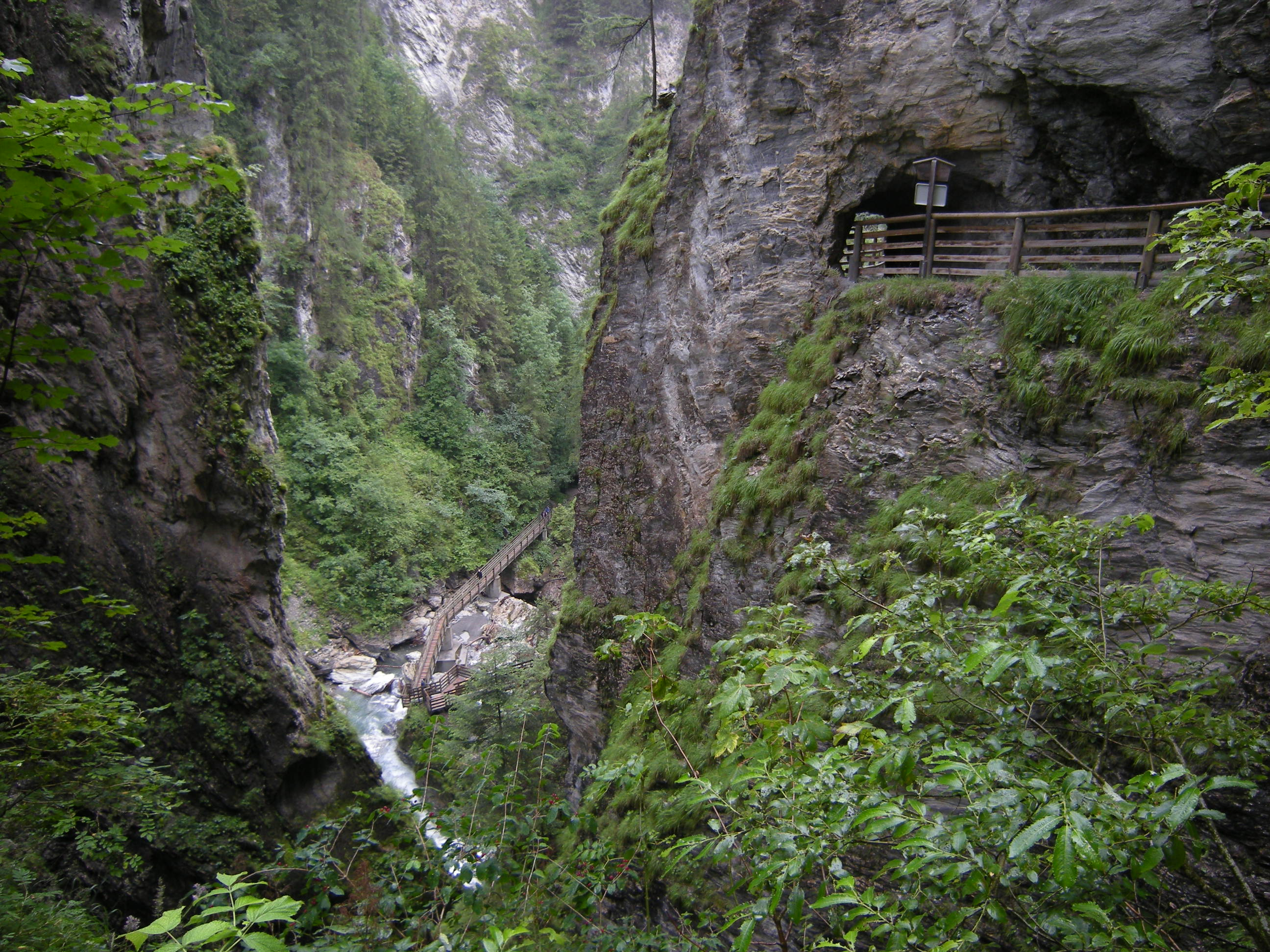
Blick vom oberen auf den unteren Klammabschnitt

Die Kitzlochklamm ist eine Klamm der Rauriser Ache, einem rechten Nebenfluss der Salzach, und stellt den Talausgang des Raurisertals in das Salzachtal dar. Sie befindet sich an der Gemeindegrenze von Taxenbach (Pinzgau) und Lend (Ortschaft Embach), im Bundesland Salzburg.

## Landschaftsform
Die Klamm ist etwa 1500 Meter lang, der Höhenunterschied beträgt über 100 Meter. Die Klamm verläuft von Süd nach Nord und ist als Naturdenkmal geschützt. Der Klammuntergrund besteht aus metamorphem „Klammkalk“ und Schiefern in Wechselfolge (Penninikum des nördlichsten Tauernfensters). Die Rauriser Ache durchfließt zuerst die engste Stelle der Klamm, beim eigentlichen Kitzloch, danach verbreitert sich die Klamm und nach einer weiteren Engstelle, in die sich seitlich ein Zufluss als Wasserfall ergießt, öffnet sich das Tal in Richtung Taxenbach, der Fluss mündet in die Salzach.

## Erschließung
Durch die Klamm führt ein gesicherter unschwieriger Steig, der gegen Entrichtung einer Benützungsgebühr in den Sommermonaten begangen werden kann. Der Eingang der Klamm liegt etwa 1000 Meter (unteres Klammende) südlich von Taxenbach, direkt an der Landesstraße von Sankt Johann im Pongau nach Zell am See. Am oberen Klammende erreicht man nach einer weiteren halben Stunde Gehzeit die Straße nach Rauris.
Die Steiganlagen wurden im oberen Abschnitt im Jahr 2008 erneuert, sodass eine vollständige Begehung der Klamm wieder möglich ist. In der Klamm befinden sich außerdem entlang des Weges ein alter Erzstollen, eine aufgelassene Einsiedelei und eine (nicht begehbare) Tropfsteinhöhle. Am 29. Juli 1974 brach eine Brücke unter der Last einer Schülergruppe zusammen, wodurch acht Mädchen den Tod fanden und zahlreiche Schülerinnen verletzt wurden. Daraufhin war die Klamm einige Jahre gesperrt. Am oberen Klammende erinnert eine Gedenkstelle an dieses tragische Unglück.
Inzwischen gibt es in der Klamm auch drei Klettersteige der Schwierigkeiten B/C und C/D, eine Variante wurde mit E/F bewertet.
Durch die Kitzlochklamm führen zwei österreichische Weitwanderwege, der Zentralalpenweg 02 (Hainburg an der Donau – Feldkirch) sowie der Rupertiweg 10 (Böhmerwald – Karnische Alpen).

## Ansichten

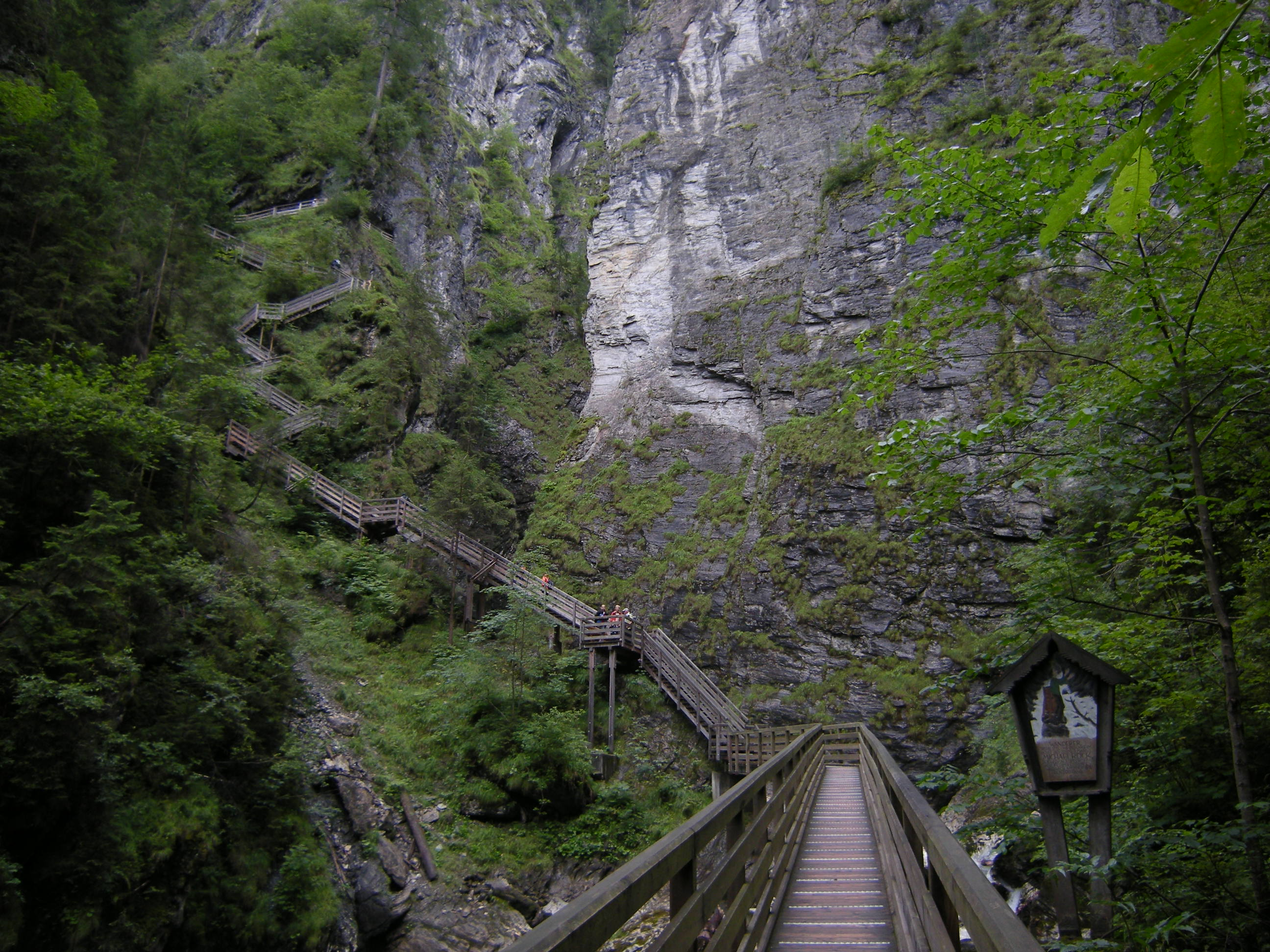
Steiganlage zwischen der unteren und der oberen Engstelle
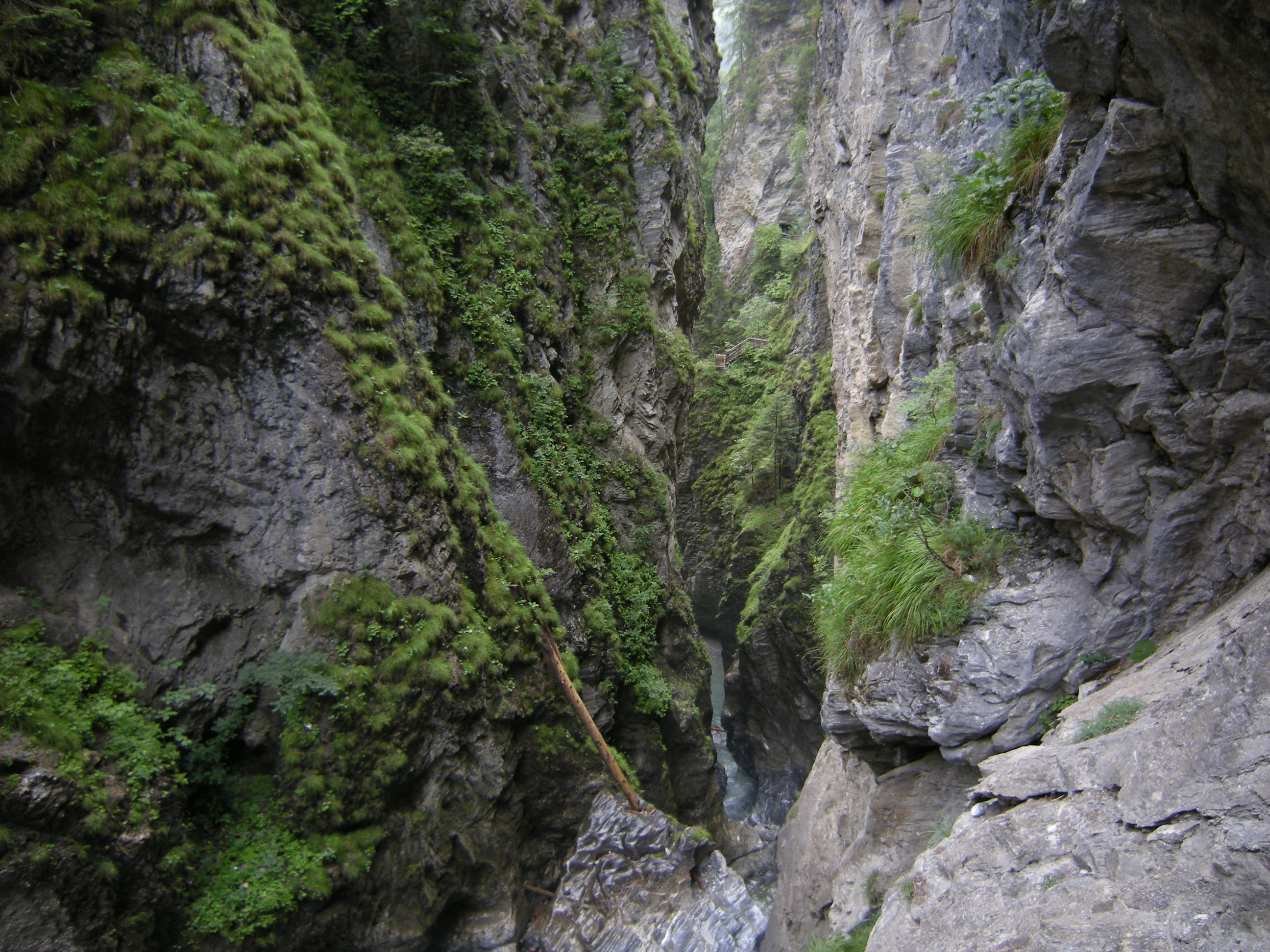
Blick in die obere Engstelle flussabwärts vom Steg über die Schlucht
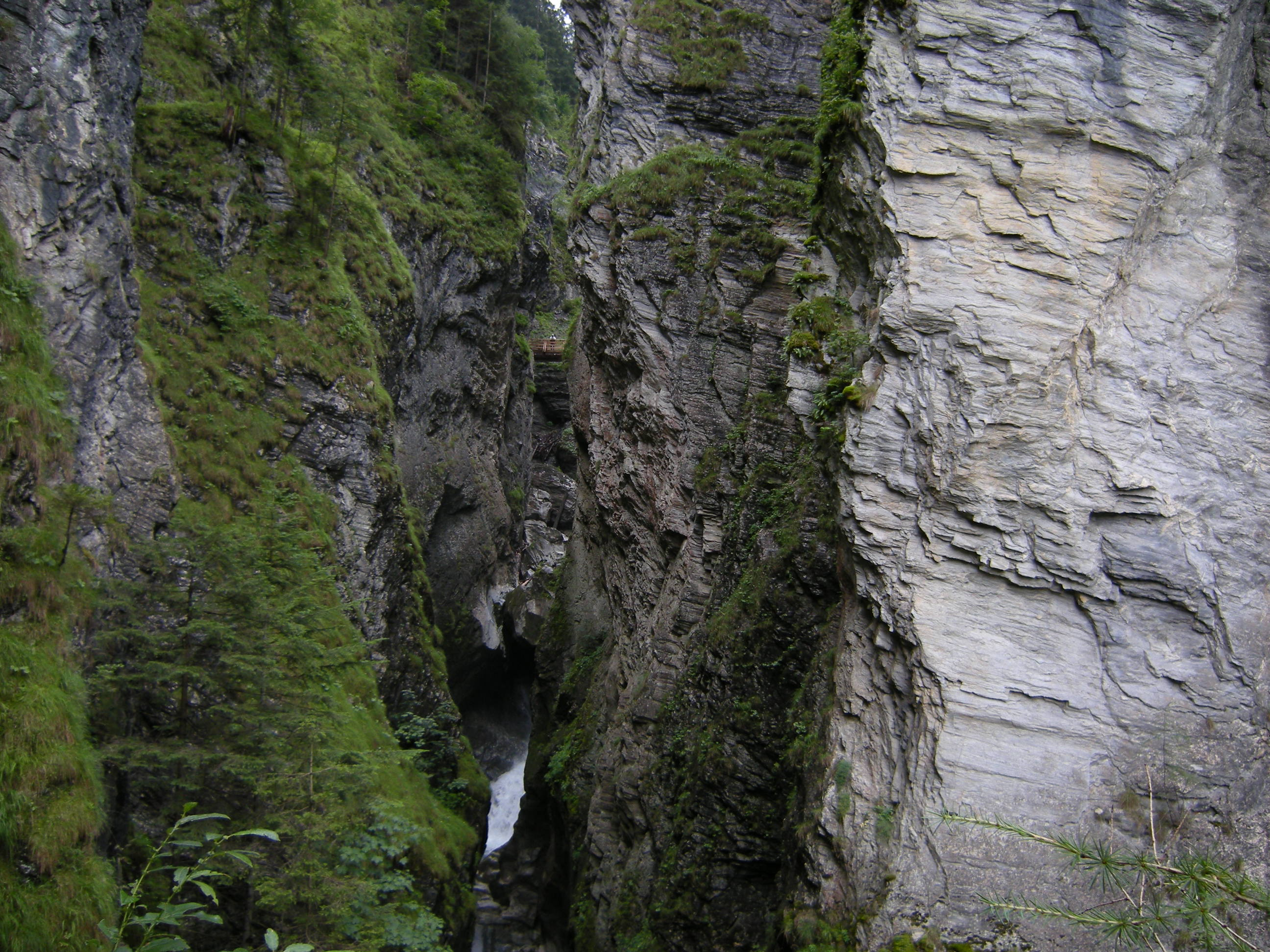
Blick in die obere Engstelle flussaufwärts (im Hintergrund der Steg über die Schlucht)
Blick auf den Wasserfall in der oberen Engstelle vom Steg über die Schlucht